# Oliver North
Oliver North, född 7 oktober 1943 i San Antonio, Texas, är en amerikansk före detta överstelöjtnant i marinkåren och medarbetare i president Ronald Reagans nationella säkerhetsrådsstab, samt numera författare och mediapersonlighet. 

## Bakgrund
North utbildade sig till officer vid United States Naval Academy och tjänstgjorde därefter i USA:s marinkår under Vietnamkriget varvid belönades med flera medaljer, såsom Silver Star, Bronze Star och Purple Heart. Han hade sedan en rad olika uppdrag innan han studerade vid Naval War College i Newport, Rhode Island varifrån han tog masterexamen 1981. Därefter arbetade North vid Nationella säkerhetsrådets stab. År 1983 blev han befordrad till överstelöjtnant.
Under sin tid vid Nationella säkerhetsrådet var han centralt inblandad, tillsammans med Robert McFarlane, John Poindexter och William Casey, i Iran-Contras-affären från 1985 till 1987. Han ledde operationerna med att i hemlighet sälja vapen till ärkefienden Iran för att försöka utverka frisläppande av dåtidens amerikanska gisslan i Libanon. Operationerna gick också ut på att understödja contrasgerillan som bekämpade sandinisterna i Nicaragua. Både dessa handlingar stod i strid med den av kongressens beslut att USA:s federala statsmakt inte fick finansiellt stödja Contras. 
Oliver North är i dag bland annat verksam som militär rådgivare till den amerikanska tv-kanalen FOX News Channel där han på söndagar har ett historieprogram med krigstema som kallas War Stories och han har även nått viss popularitet som författare, dels av faktaböcker, dels av militärromaner. North har även gjort cameoframträdanden som sig själv i TV-serien På heder och samvete. I maj 2018 valdes North till ordförande i vapenlobbygruppen National Rifle Association of America.

### Skönlitteratur
- Mission Compromised (2002) (med Joe Musser)
- The Jericho Sanction (2003) (med Joe Musser)
- The Assassins (2005) (med Joe Musser)